# Micranthes spicata
Micranthes spicata là một loài thực vật có hoa trong họ Saxifragaceae. Loài này được (D. Don) Small miêu tả khoa học đầu tiên năm 1905.